# ألبرت هيلد
ألبرت هيلد (بالإنجليزية: Albert Held)‏ هو مهندس معماري أمريكي، (ولد في نيو أولم في الولايات المتحدة 1866 – 1924 م).